# Prinzesschen
Prinzesschen è un brano musicale scritto da Bob Arnz, Gerd Zimmermann e LaFee per il suo omonimo album LaFee e pubblicato come secondo singolo il 2 giugno 2006.
Una versione inglese Little Princess venne poi registrata nel 2008 e inserita nel primo album in lingua inglese della cantante, Shut Up.

## Tracce
CD Maxi Single
1. "Prinzesschen" - 4:28
2. "Prinzesschen" (Club version) - 4:23
3. "Prinzesschen" (Radio version) - 3:37
4. "Verboten" (b-side) - 3:48

## Classifica
| Chart (2006)           | Peak position |
| ---------------------- | ------------- |
| Austrian Singles Chart | 10            |
| German Singles Chart   | 11            |
| Swiss Singles Chart    | 25            |